# دنیس (تگزاس)
دنیس (به انگلیسی: Dennis) یک منطقهٔ مسکونی در ایالات متحده آمریکا است که در شهرستان پارکر، تگزاس واقع شده‌است. دنیس ۲۲۱٫۹ متر بالاتر از سطح دریا واقع شده‌است.